# 栗原佳祐
栗原 佳祐（くりはら　けいすけ、1997年12月13日 - ）は、東京都出身のオートレーサー。

## 戦績
- 2012年 - 筑波ロードレース選手権J-GP3シリーズチャンピオン CLUB HARC-PRO. ホンダ・NSF250R
- 2013年 - 全日本ロードレース選手権J-GP3ランキング27位 CLUB HARC-PRO. ホンダ・NSF250R
- 2014年 - 全日本ロードレース選手権J-GP3ランキング12位 CLUB HARC-PRO. ホンダ・NSF250R
- 2015年 - 全日本ロードレース選手権J-GP3ランキング3位 MuSASHi RT Jr. ホンダ・NSF250R
- 2015年    ロードレース世界選手権Moto3クラス第15戦参戦し25位 Musashi RT ハルクプロ ホンダ・NSF250R
- 2016年 - 全日本ロードレース選手権J-GP3ランキング2位 MuSASHi RT ハルクプロ ホンダ・NSF250R (最多勝)
- 2017年 - 全日本ロードレース選手権J-GP3 スポット参戦　ランキング5位　MORIWAKI CLUB MD250H
- 2018年 - FIM Asia Road Racing Championship　SS600 ランキング12位 A.P.Honda Racing Thailand
- 2019年 - 全日本ロードレース選手権J-GP3 オートポリス　3位　WJ-factory
- 2023年 - オートレース転向
- 36期生最優秀賞　卒業
- 第41回中日新聞東海本社杯　完全優勝
- 2023年度オートレース選手最優秀新人賞　受賞